# Zespół Szkół Plastycznych w Tarnowie
Liceum Sztuk Plastycznych w Tarnowie – szkoła artystyczna znajdująca się w Tarnowie, w województwie małopolskim. Szkoła posiada ośrodek szkoleniowo-plenerowy w Jeżowie.

## Struktura

### Liceum Sztuk Plastycznych
Pięcioletnia szkoła ponadpodstawowa ze specjalnościami:
- projektowanie graficzne
- projektowanie przestrzeni
- meblarstwo artystyczne
- tkanina artystyczna
- renowacja mebli i wyrobów snycerskich

## Historia szkoły
W styczniu 1945 roku dr Józef Dutkiewicz, ówczesny kierownik Referatu Kultury i Sztuki w Starostwie Powiatowym powziął inicjatywę powołania artystycznej szkoły plastycznej w Tarnowie i zachęcił do współpracy grono tutejszych artystów plastyków. Prace organizacyjne trwały przez styczeń i luty 1945 r. Szkoła Sztuk Zdobniczych i Przemysłu Artystycznego, bo tak nazywała się ona na początku rozpoczęła działalność l marca 1945 r. Początkowo mieściła się w budynku przy ulicy Brodzińskiego 9. Szkoła opierała się na wzorach przedwojennych Instytutów Sztuk Plastycznych i posiadała następujące działy: grafikę, ceramikę, tkactwo, fotografikę i kurs ogólny. Program nauczania opracowany został przez samych nauczycieli. W pierwszym roku kształcenie podjęło 60 uczniów.
Dwa lata później 27 marca 1947 roku szkoła została przemianowana na Liceum Sztuk Plastycznych z prawami szkoły państwowej. Zmieniła się również siedziba szkoły, lekcje odbywały się w salach ZPAP przy ul. Goldhammera 8.
We wrześniu 1947 r. zmieniono nazwę szkoły na Państwowe Liceum Technik Plastycznych w Tarnowie, powołując jednocześnie dwa działy: meblarstwo artystyczne i tkactwo artystyczne.
Szkoła przeniosła się też do budynku przy ul. Topolowej 2 (obecnie ul. Westwalewicza 6), gdzie mieści się do dziś. Pierwszych maturzystów po pełnym cyklu kształcenia szkoła wypuściła w czerwcu 1952 roku.
W latach 60. dzięki staraniom dyr. Jadwigi Gajek-Sanowskiej szkoła wzbogaciła się o dwór w Jeżowie, który jest od tej pory Ośrodkiem Szkoleniowo Plenerowym.
W 1966 roku szkoła znów zmieniła nazwę – Państwowe Liceum Technik Plastycznych zostało przekształcone w Państwowe Liceum Sztuk Plastycznych.
Szkoła poszerzyła się w roku 1975. Z inicjatywy dyr. Jana Winiarskiego powołano Państwowe Zawodowe Studium Plastyczne o specjalności: konserwacja wyrobów artystycznych i dzieł sztuki w specjalizacjach: konserwacja mebla artystycznego i konserwacja architektury i rzeźby architektonicznej. W latach 70. szkoła przeżywała bujny rozwój i nawiązała liczne kontakty zagraniczne (Czechosłowacja, NRD, Litwa).
W 1977 r. Liceum reprezentowało polskie szkolnictwo artystyczne na wystawie w Instytucie Kultury Polskiej w Szwecji.
W 1985 roku z okazji jubileuszu czterdziestolecia istnienia nadano szkole imię Artura Grottgera.
Z okazji tego jubileuszu w maju 1985 roku odbyła się w salach Biura Wystaw Artystycznych w Tarnowie retrospektywna wystawa prac uczniów, a szkoła otrzymała złotą odznakę "Za zasługi dla województwa tarnowskiego".
W roku 1998 powołano do życia nową jednostkę – Ogólnokształcącą Szkołę Sztuk Pięknych, a szkołę przekształcono w Zespół Szkół Plastycznych w Tarnowie.
Od 1 stycznia 2021 roku organem prowadzącym Zespół Szkół Plastycznych w Tarnowie jest Minister Kultury i Dziedzictwa Narodowego. 
Od 1 września 2023 roku zespół został rozwiązany i funkcjonuje już tylko liceum sztuk plastycznych. 

## Cykliczne imprezy organizowane przez szkołę
Ogólnopolski Plener Malarski w Jeżowie – organizowany corocznie w maju dla uczniów szkół plastycznych z całej Polski

## Absolwenci
- 1947
  - Julian Grabowski[2]
- 1952
  - Stanisław Łyszczarz
- 1960
  - Wojciech Seweryn
- 1964
  - Urszula Popiel
- 1965
  - Jerzy Kalina
- 1971
  - Józef Jurek[3]
- 1972
  - Andrzej Kalina
  - Kazimierz Twardowski
  - Stanisław Żołądź
- 1977
  - Jerzy Martynow
- 1980
  - Marek Sak

- 1991
  - Piotr Paweł Drozdowicz[4]